# Holmi
Holmium hay còn gọi là honmi là 1 nguyên tố hoá học có ký hiệu Ho và số nguyên tử 67 trong bảng tuần hoàn. Là một thành viên trong nhóm lanthan, holmi là một nguyên tố đất hiếm. Holmi được nhà hóa học Thụy Điển, Per Theodor Cleve, phát hiện. Oxit của nó được cô lập đầu tiên từ các quặng đất hiếm năm 1878 và lúc đó nguyên tố này được đặt theo tên của thành phố Stockholm.
Nguyên tố holmi có màu trắng bạc, tương đối mềm và dễ uốn. Nó có tính phản ứng mạnh nên không thể tìm thấy nó ở dạng kim loại trong tự nhiên, nhưng khi bị cô lập, thì tương đối bền trong không khí khô ở nhiệt độ phòng. Tuy vậy, nó dễ dàng phản ứng với nước và tạo gỉ, và cũng sẽ cháy trong không khí khi nung.
Holmi được tìm thấy trong các khoáng monazit và gadolinit, và thường được chiết tách thương mại từ monazit dùng công nghệ trao đổi ion. Các hợp chất của nó trong tự nhiên, và hầu hết trong phòng thí nghiệm là các chất oxy hóa hóa trị 3, chứa các ion Ho(III). Các ion Ho hóa trị 3 có tính huỳnh quang giống như các ion đất hiếm khác, và các ion Ho này cũng được sử dụng giống như những ion đất hiếm khác trong các ứng dụng tạo màu thủy tinh và laser.
Holmium có độ từ tính cao nhất so với bất kỳ nguyên tố nào và do đó nó được sử dụng làm các miếng nam châm mạnh. Do holmi có khả năng hấp thụ neutron mạnh, nên nó cũng được sử dụng trong các cần điều khiển hạt nhân.